# Pinaria Furia
Pinaria Furia va ser una antiga llei romana establerta l'any 472 aC sota el consolat de Luci Pinari Mamercí Ruf i Publi Furi Medul·lí Fus. No se sap amb certesa de què tractava, tot i que podria ser que tingués a veure amb la inserció de mesos bixests en el calendari romà.